# Reaktancja (psychologia)
Reaktancja – dążenie do przywrócenia wolności wyboru danej osoby zagrożonej przez inną osobę próbującą jej coś narzucić lub czegoś zakazać.
Reaktancją określa się „opór psychiczny”. Pojęcie oporu ma jednak osobne znaczenie w psychoanalizie.
Działanie to jest tym silniejsze im: 
- ważniejsza możliwość działania jest nam odebrana;
- więcej jest zablokowanych, odebranych możliwości;
- bardziej nieoczekiwana jest blokada;
- większe jest zagrożenie swobody działania.

To czego się nam zakazuje staje się bardziej atrakcyjne (tzw. „zakazany owoc”, łac. nitimur in vetitum – tak tłumaczy się zainteresowanie ludzi ocenzurowanymi treściami, co można zauważyć np. w zwiększaniu zainteresowania ludzi produktami, podobnie zakazy rodziców rozgrzewają miłość nastolatków). Jednocześnie pojawia się niechęć wobec źródła przeszkód oraz motywacja do przywrócenia stanu swobody, wolności.
Ludzie różnią się tolerancją na odebranie im możliwości i swobody. W skrajnych przypadkach są w stanie rezygnować z wielu osobistych dóbr po to, aby przywrócić sobie możliwość wyboru („na złość babci odmrożę sobie uszy”, „nie będę zażywać przepisanych lekarstw”, „zrobię odwrotnie niż mi każą”).
Zjawisko to nasila się szczególnie tam, gdzie występują duże różnice poziomów mocy: np. duma bezsilnych wobec wyższej, pewniejszej siebie, mniej wahającej się mocy zewnętrznej – lub, przeciwnie, pogarda ludzi silnych, zdeterminowanych dla tych, którzy nie wiedzą, czego chcą, ciągle się wahają, szukają kierunku itd. A zatem, używając języka filozoficznego, jest to przede wszystkim konflikt pomiędzy wolnością pojętą pozytywnie, a negatywnie.
Reaktancja to również zachowania opozycyjne wobec nadmiernej kontroli.